# Claudio Javier López
Claudio Javier López (Río Tercero, 17 de julio de 1974), más conocido como el Piojo López, es un exfutbolista argentino surgido en Racing Club. Jugaba de delantero y su último equipo fue Colorado Rapids de la Major League Soccer de los Estados Unidos.
Se ha destacado en su posición de delantero (principalmente de pie dominante zurdo) por su velocidad y su efectividad de cara al arco. De su carrera futbolística en Europa es recordado como un ídolo en el Valencia CF de España. También los hinchas de Racing Club lo recuerdan con mucho afecto, por haber convertido varios goles importantes vistiendo esa camiseta. Por eso lleva su nombre la filial de Unquillo, en su provincia natal. Con la selección argentina participó de los mundiales de 1998 y 2002.
Se retiró de la práctica profesional en 2011, tras consagrarse campeón con los Colorado Rapids. Tras volver a la Argentina participó en competencias de rally, debutando en 2013 en el Rally Argentino.
Actualmente se desempeña como asesor y dirigente del Club de Fútbol Benidorm, de la Regional Preferente de la Comunidad Valenciana.

## Trayectoria

### Inicios
Siendo pequeño se dedicó al baloncesto, jugando de base, pero más tarde se decidió por el fútbol, junto con su mejor amigo Diego Iván Huerta, empezando su carrera en Independiente de Río Tercero, en 1988. En 1989 se consagró campeón nacional infantil con ese equipo, en un torneo disputado en la provincia de Jujuy. Luego de un corto paso por Huracán de La France, de la ciudad de Córdoba, volvió a Independiente de Río Tercero en 1990.
El empresario Manuel Patiño compró su pase a cambio de U$S 5000 y lo llevó a las divisiones inferiores del Club Estudiantes de La Plata. Jugó allí en sexta división, pero no se adaptó y retornó a su ciudad natal. En 1992 jugó en Club Atlético Universitario (Córdoba), y un año después fue convocado para integrar la selección nacional Sub-17, dirigida por Reinaldo Merlo. Sin embargo, los encuentros que iba a disputar ese equipo se suspendieron y perdió la oportunidad de vestir la camiseta albiceleste.
Ese mismo año, fue transferido al Racing Club.

### Racing Club(1992-1996)

#### Temporada 1992-93
Claudio López debutó en Racing Club el 20 de septiembre de 1992, en un encuentro del Torneo Apertura que La Academia, entrenado por Humberto Grondona, perdió por 1 a 0 ante Deportivo Español. Esa tarde ingresó a los 14 minutos de la segunda etapa por el delantero paraguayo Carlos Luis Torres.
En ese Apertura 1992 jugó 7 encuentros y también participó de la Supercopa 1992. Estuvo presente en la victoria 2-1 de Racing sobre Independiente. Finalmente, se consagraría subcampeón al caer ante Cruzeiro brasilero.
Su primer gol en la primera división de Racing lo anotó en los Torneos de Verano de Argentina, justamente ante Independiente, en 1993. El encuentro finalizó 3-3. En ese verano El Piojo jugó otros dos encuentros más.
Llegó el Torneo Clausura 1993, en el que Racing acabaría en la sexta posición. El Piojo jugó 12 de los 19 partidos del torneo y, en la última jornada, anotó su primer gol oficial: fue ante Talleres, Racing goleó 4-0 y él fue elegido por la revista El Gráfico como la figura del partido.

#### Temporada 1993-94
Mientras que las selecciones de Sudamérica disputaban la Copa América 1993 en Ecuador, y posteriormente las eliminatorias para la Copa Mundial de Fútbol de 1994, en la Argentina se organizó el Torneo Centenario 1993, que incluía a los 20 equipos de Primera División.
Racing debutó contra Independiente donde Claudio López marcó un gol para el triunfo 2-1. También jugó un gran partido en la revancha: le dio dos asistencias a su compañero de ataque, Juan Ramón Fleita, Racing triunfó 3-2 y envió a su clásico rival a la rueda de perdedores. No era suficiente para López, quien en el tercer juego de ese torneo, ante Vélez Sarsfield, deslumbraría con tres tantos para la victoria 3-2.
Con Vélez en el camino, el siguiente rival era River Plate. El encuentro se mantuvo 0-0 hasta el minuto 80, cuando Claudio López desequilibró y con un zurdazo alto, marcó el definitivo 1-0. Derrotas ante Belgrano por 3-2 y San Lorenzo de Almagro por 2-1 eliminaron a La Academia.
Aquel equipo, dirigido por Juan José Pizzuti y Rodolfo Della Picca, es uno de los más recordados por la afición de Racing, por su juventud (eran futbolistas muy jóvenes como Ignacio González, Carlos Galván y Claudio Marini) y por su delantera (Fleita - López), reconocida como Los Ligeritos.
Para el comienzo del Torneo Apertura 1993, Carlos Babington asumió como director técnico de Racing. El equipo realizó una gran campaña y Claudio López jugó 18 de los 19 encuentros, más uno por la Supercopa sudamericana. Anotó un gol de zurda ante Platense en la tercera jornada, y brilló ante Mandiyú de Corrientes en la cuarta. Sus asistencias fueron la clave para un equipo que finalizó en el tercer lugar, a solo un punto del campeón, River Plate. Las últimas cuatro fechas del torneo se postergaron hasta 1994. En medio, entonces, se disputaron los Torneos de verano 1994, en los que Claudio jugó dos encuentros y anotó un tanto a San Lorenzo. Además jugó dos amistosos: frente a Huracán y Deportivo Español.
Racing comenzaba con buenas posibilidades el Torneo Clausura 1994, pero el conjunto no funcionó del todo bien. Sí lo hizo el Piojo, que jugó 18 veces y anotó 3 goles en el campeonato, su mejor marca hasta ese momento. El primero lo marcó en la derrota de Racing ante Deportivo Español por 3-2. Luego gritó -otra vez- ante Independiente, en un emotivo empate 2-2. El restante fue en Avellaneda ante Newell's Old Boys por 2-0. En este torneo sufrió la primera expulsión de su carrera. En ese primer semestre de 1994, el Piojo ganó su primer torneo profesional, la Copa de invierno 1994: Racing derrotó a Nacional de Montevideo por 3-1 con un gol de López y a Rampla Juniors por 1-0.

#### Temporada 1994-95
Carlos Babington se fue y el nuevo entrenador de Racing era el uruguayo Luis Cubilla. En el Torneo Apertura 1994 el equipo finalizó en mitad de tabla, luego de que Cubilla fuera despedido, y fue eliminado en la primera fase de la Supercopa. Claudio López jugó 13 partidos por el torneo local y uno por la Supercopa. Una pequeña lesión y cierta irregularidad lo transformaron en un semestre difícil para él. Solo se destacó ante Belgrano. Pero en la penúltima fecha, en el Estadio Juan Domingo Perón, se quitó la bronca. Racing igualaba 1-1 ante Argentinos Juniors y, en el minuto 89, Claudio realizó un gran remate con pierna izquierda que le dio el triunfo a su equipo. Fue su único gol en el campeonato.
Diego Armando Maradona asumió en 1995 la dirección técnica de Racing Club. En los Torneos de verano, López jugó 3 partidos, sin goles. El Torneo Clausura fue complicado, y Maradona renunció luego de la 11.ª fecha. El Piojo subió su nivel con respecto al del Apertura 94. Le dio el triunfo a Racing ante Platense (1-0), con un zurdazo bajo en la segunda fecha, y anotó otro gol ante River (1-3). En ese torneo cumplió su partido número 100: la victoria por 2 a 1 contra Lanús.

#### Temporada 1995-96
Para el comienzo de la temporada 1995/1996, Racing incorporó a 13 futbolistas, incluyendo a 3 atacantes: Marcelo Delgado, Silvio Carrario y Mariano Armentano. Además, seguía en el plantel Juan Fleita. Parecía que en ese equipo, que dirigiría Pedro Marchetta, López no tendría lugar. Pero en el primer juego, ante lesiones y problemas con algunas transferencias, tuvo la posibilidad de ser titular jugando de mediocampista por izquierda: no salió más del equipo. Tuvo un torneo extraordinario, en el que disputó los 19 encuentros y anotó 9 tantos. Racing también brilló y finalizó entre los dos mejores por primera vez en 23 años. El subcampeonato fue reconocido por su afición.
El Torneo Clausura 1996 fue su penúltimo campeonato como jugador en Racing. En la fecha 1: Racing derrotaba 2-1 a Argentinos Juniors, pero jugaba con dos futbolistas menos. En el minuto 90, Claudio inició una corrida desde mitad del campo, nadie lo pudo detener y definió en un ángulo, con su pierna derecha. Gol, 3-1 y partido liquidado. Fecha 3: aprovecha un error del arquero de Belgrano y marca el 1-0 para Racing. El encuentro finaliza 2-2. Fecha 5: partido durísimo ante Banfield. Al Piojo le hacen un penal, Rubén Capria lo convierte y Racing gana 1-0. Fecha 7: gol a River Plate, con un zurdazo al ángulo de Germán Burgos. Era el 1-0, pero Racing terminó cayendo 2-4. Fecha 11: ante Gimnasia de Jujuy, realiza una jugada memorable por izquierda, envía un centro bajo que roza en un defensor y el balón ingresa. El árbitro premia la jugada otorgándole el gol al Piojo. Fue el primero de la victoria de Racing por 4-1. El Piojo fue elegido por el periódico Olé como el mejor futbolista del encuentro (calificado con 8 puntos). Fecha 12: ante Huracán, Claudio ataca por el centro, soporta la marca pegajosa de Giuntini y define con clase, de zurda y cruzado, a la derecha del portero Marcos Gutiérrez. Lindo gol. Racing tomaría ventaja de 2-0 y Huracán finalmente empata 2-2, con un tanto en posición adelantada y otro en contra. Claudio López se fue expulsado por protestar a segundos del final. Era la segunda tarjeta roja de su trayectoria. Fecha 14: Vuelve ante Ferrocarril Oeste, en Caballito, tras la suspensión por un partido. Mete el primero: 1-0. Tira un buen centro que el defensor Diego Cocca envía contra su portería: 2-0. Y termina su tarde mágica con un tanto magistral, incorruptible: un remate desde 25 metros por encima del arquero. 3-0 y fiesta. Uno de los mejores juegos de López en Racing. Su venta al fútbol europeo se produjo: Valencia de España compró su pase a cambio de 4 millones de dólares. 

#### Despedida
El Piojo debió despedirse de Racing en la fecha 16: una derrota 0-1 ante Newell's Old Boys, en Rosario, pero no fue así. El Clausura 1996 ya se suspendía porque comenzaban los Juegos Olímpicos, donde formaba parte del seleccionado argentino. A la vuelta, con una medalla plateada en su poder, sin obligaciones contractuales con Racing (ya era jugador de Valencia), incluso arriesgándose a una posible lesión, el Piojo insistió en jugar y se despidió de Racing, en su propio estadio,  de la mejor manera: con un zurdazo alto, al ángulo, a nueve minutos del final, le dio a su equipo un triunfo por 1 a 0 ante el Boca Juniors de Verón, Maradona y Caniggia. Terminó sentado en el travesaño, saludado, vitoreado y aplaudido por una cancha colmada. Esa misma noche se subió al avión que lo llevó a España.

### Europa (1996-2004)

#### Valencia CF
Su llegada al fútbol europeo se inició de la mano del Valencia CF en 1996 por 4 millones de dólares, donde disfrutaría de sus mejores años como jugador y donde más goles anotó en su carrera deportiva, hasta un total de 72 goles en cuatro temporadas.
Cuando llegó a España el camino no fue fácil, ya que llegó como un completo desconocido a un equipo que terminaba de ser el inesperado subcampeón de la Liga en 1995/96 con el técnico Luis Aragonés al frente y que se encontraba en plena revolución por la pérdida de su estrella Mijatović, del brasileño Viola muy querido por la afición y del centrocampista Mazinho. Las nuevas incorporaciones presentaban muchas dudas, como la del mismo Claudio López, el croata Vlaović, el ruso Karpin o incluso la del histórico delantero brasileño Romário en su última etapa europea.
La temporada arrancó en septiembre con problemas de disciplina entre Romário y Luis Aragonés, lo que provocó la salida en octubre del brasileño en forma de cesión al Flamengo. Esto facilitó la presencia de Claudio López en el equipo, donde debutó en partido oficial el 7 de septiembre de 1996 en la 2.ª jornada de Liga ante la Real Sociedad en Mestalla, perdiendo 1 a 0. Su primer gol oficial con el equipo fue el 10 de septiembre en el partido de ida de la primera eliminatoria de la Copa de la UEFA, también en Mestalla y frente al poderoso Bayern de Múnich, encuentro en el que los Ché ganaron sorprendentemente 3 a 0 a los alemanes, anotando el Piojo el segundo de los goles, un magnífico debut como goleador. Su primer gol en la Liga tuvo que esperar hasta la 8.ª jornada el 21 de octubre contra el Atlético de Madrid. El partido terminó con un triunfo valenciano por 3 a 1 y el Piojo consiguió el último tanto al sorprender al adelantado portero Molina con un disparo desde unos 50 metros en un auténtico gol.
La mala marcha del equipo por la zona media y baja de la clasificación provocó la contratación del técnico Jorge Valdano y de los delanteros Ariel Ortega y Leandro Machado, y el equipo terminó 10.º en la tabla con solo 3 goles en Liga y 2 en la Copa de la UEFA para Claudio López. En la siguiente temporada el técnico Valdano estuvo a punto de dejar al Piojo sin ficha en el primer equipo del Valencia por un exceso de futbolistas extranjeros, pero afortunadamente no fue necesario. El inicio del equipo fue pésimo, ocupando incluso los últimos puestos de la clasificación, por lo que de nuevo hubo contrataciones con la temporada empezada como la del técnico italiano Claudio Ranieri, un personaje clave en la carrera deportiva del Piojo, y la del delantero rumano Adrian Ilie, además la salida definitiva del club de Romário. El nuevo fútbol de contraataque que imponía el entrenador se adaptaba perfectamente a las características de Claudio López, su control del balón, su velocidad y efectividad. Esto hizo que el equipo remontara posiciones hasta la 9.ª posición con el Piojo como máximo goleador del equipo con 12 goles en Liga, igualado con Adrian Ilie, y con memorables e históricos encuentros como la victoria por 3 a 4 en el Camp Nou frente al FC Barcelona con dos goles de Claudio y tras ir perdiendo 3 a 0 en el descanso, o la victoria en el Bernabéu ante el Real Madrid por 1 a 2.
Su progresión en el equipo fue en aumento, al igual que el cariño que sentía la afición valencianista por él al verle correr con su velocidad endiablada en los contragolpes cara a la portería rival. El fútbol de Ranieri de dar la posesión de la pelota al contrario y salir rápidamente al contraataque era lo mejor para Claudio López y para un equipo con otros veloces delanteros como Adrian Ilie y con grandes pasadores como Gaizka Mendieta. La temporada 1998/99 fue la mejor para el Piojo al conseguir un total de 21 goles en Liga, solo cuatro tantos menos que el madridista Raúl González que obtuvo el Trofeo Pichichi, que se otorga al máximo goleador de la Liga española. Esta temporada consiguió la modesta Copa Intertoto de la UEFA y la Copa del Rey, histórico triunfo para el club valenciano que no conseguía ningún título desde hacía 19 años, participando en encuentros importantes como en la semifinal contra el Real Madrid donde el Valencia goleó 6 a 0 a los blancos, y como en la gran final contra el Atlético de Madrid en el Estadio Olímpico de La Cartuja (Sevilla) en la que ganó 3 a 0 anotando dos de los tantos. El equipo quedó 4.º en la Liga y obtuvo por primera vez en su historia la clasificación para disputar la Liga de Campeones.
La temporada 1999/2000, con Héctor Cúper como técnico, se inició con la conquista de otro título, la Supercopa de España frente al FC Barcelona, y con la llegada de otro veloz compañero, el Kily González, pero tuvo un mal comienzo con cuatro derrotas consecutivas. Aun así el equipo cosechó un magnífico debut en la Liga de Campeones de la UEFA y fue superando eliminatorias con Claudio López como máximo goleador del equipo en esta competición con 5 goles, más uno en la fase previa, y alcanzó en su primera participación disputar la final contra el Real Madrid el 24 de mayo de 2000, sin poder alzarse con el título pese a que el Valencia había demostrado un juego de mayor calidad y efectividad durante toda la competición. En la Liga el equipo remontó el vuelo y finalizó 3.º, nuevamente en puestos de Liga de Campeones, y con Claudio López como segundo máximo goleador del equipo en Liga con 11 goles, dos menos que Gaizka Mendieta. Se despidió de la afición valencianista en Mestalla el 19 de mayo de 2000 en el último partido de Liga contra el Real Zaragoza, con victoria valencianista por 2 a 1 y con el Piojo anotando el gol del triunfo. Fue despedido ovacionado por la afición mientras daba una vuelta al césped entre lágrimas, con una bandera valenciana y dando las gracias a la afición por todo su cariño, ya que se conocía ya su venta a la SS Lazio de Italia. Caló profundamente en el corazón de la afición valencianista.
Permaneció un total de cuatro temporadas en el Valencia CF en los que anotó 74 goles para el club. El Piojo se hizo muy popular en España tras jugar varios partidos espectaculares contra el Barcelona del neerlandés Louis van Gaal, consiguiendo anotar un total de 12 goles en 15 partidos contra el equipo catalán. Las portadas de los periódicos solo hablaban de cómo Claudio «El Piojo» López había mareado a la defensa culé liderada por Frank de Boer. Claudio tuvo fantásticas noches en Mestalla.

#### SS Lazio
No obstante al cariño profesado hacia el delantero por parte de la hinchada «Ché», el verano de 2000 López fue transferido al SS Lazio de la Serie A de Italia por la gran suma de 35 millones de euros, cumpliéndose así uno de sus sueños: jugar en la liga italiana. En ese equipo formaría pareja en el ataque con su compañero de selección Hernán Crespo, además de compartir la blanquiazul del SS Lazio con otros ilustres jugadores argentinos como Simeone, Verón o Sensini. Tras su cálido recibimiento en Roma debutó en la Lazio el 8 de septiembre de 2000 frente al Inter de Milán y su primer gol lo convirtió en el mismo partido, el cual terminó 4 a 3 con dos goles de Piojo. Estos le permitieron a la Lazio ganar el partido y consagrarse campeón de la Supercopa de Italia.
Desafortunadamente, más adelante y en posteriores partidos, López se lesionó estando en la SS Lazio y no tuvo excesivas apariciones, ni tampoco muchos goles. De esta manera, los fanes pronto pidieron el regreso al Valencia español, aunque junto con los problemas económicos de la SS Lazio finalmente se negociaría su pase al fútbol mexicano.

### México:Club América(2004-2007)
López fue transferido al Club América de México para el torneo de Apertura 2004, donde jugó 17 partidos, en los cuales anotó cuatro goles. La temporada siguiente tuvo mejor rendimiento, el torneo Clausura 2005, en los cuales anotó 14 goles en total ayudando al equipo a conseguir el décimo campeonato en la historia. López fue clave en el campeonato del América, anotando dos goles en la final contra los Tecos de la UAG. Fue en este momento cuando empezaron los rumores del fichaje del Piojo de vuelta a La Liga, algunos afirmaban que al Zaragoza, otros que al Espanyol. Por circunstancias diversas, el fichaje no se llevó a cabo. Incluso se habló de una repatriación de López al fútbol argentino, con el conjunto Riverplatense. Esto quedó en meros rumores.
En el siguiente torneo, el América fue el superlíder de la competición perdiendo en cuartos de final contra Tigres UANL y Toluca ganando el título. La siguiente temporada el América no pudo clasificar a la Liguilla, quedando Pachuca como campeón.
En el Apertura 06 América llegó a semifinales por el título de liga con López de titular marcando un gol en tal liguilla, junto a Cuauhtémoc Blanco y a los paraguayos Salvador Cabañas y Nelson Cuevas y su compatriota Matías Vuoso. Fue eliminado por las Chivas de Guadalajara, que consiguió el título.
Además, consiguió el pase al Mundial de Clubes de este año con las águilas del América, al ganar la Copa de Campeones de la CONCACAF al derrotar en la final al Club Toluca disputada en el Estadio Azteca. En este mundial, el América ganó al Jeonbuk Hyundai Motors por la mínima, perdió goleado 4-0 contra el Barcelona y perdió el tercer puesto contra Al-Ahly con un marcador de 2-1.
Claudio López en total jugó en el América 5 torneos cortos, en 87 partidos anotando 27 goles en la Liga de fútbol de México, además de 5 goles en juegos internacionales.
Para el inicio de 2007 Claudio se despide del Club América donde residió 3 años, con grandes posibilidades de irse a la liga argentina, a la Academia, el club que lo vio nacer futbolísticamente. El Racing Club de Avellaneda sería para terminar su carrera. Sin embargo también tiene ofertas de España y Francia.

### Regreso aRacing Club(2007-2008)
Claudio López se desvinculó del Club América de México y después de muchas complicaciones con su pase (pasando por ofertas del exterior, como la del Real Betis español), seducido por el liderazgo que tendría en su nuevo club (como el de Juan Sebastián Verón en Estudiantes de La Plata, de la Argentina) se convirtió en la cuarta incorporación del Racing Club de Avellaneda (a préstamo por un año), regresando luego de 11 años.
El 11 de marzo de 2007 marcó su primer gol en Racing (ante Lanús) en su vuelta al fútbol argentino. Luego, marcó dos goles contra Arsenal, el primero de penal y el segundo tras recibir un centro de Gonzalo Bergessio. Si bien no tuvo un buen regreso, sobre todo por el flojo papel que realizó Racing en el torneo, supo dejar su marca en la última fecha, frente a Godoy Cruz. Aquella noche de sábado Racing ganó por 4 a 2, marcando López el primer gol del partido mediante un exquisito tiro libre.
El viernes 28 de diciembre anunció que dejaba el club. Tras una reunión con Fernando De Tomaso, por entonces presidente de Racing Club, el delantero le comunicó al gerenciador su intención de no extender su vínculo con el club aduciendo una deuda de 5 millones de pesos. Años después, el Piojo aún reclamaba el dinero que se le debía de su etapa en 2007, cuando el club era gerenciado por Blanquiceleste S.A. Aunque la suma inicial ascendía a los 5 millones de pesos, el ex-delantero aceptó bajarla a los 2 500 000 aunque no así aplicar a un plan de pago de 12 cuotas propuesto por la dirigencia. Al contrario, López siguió con su reclamo en la justicia y un juez le permitió embargar una de las cuentas de Racing en el Banco Provincia. Del total reclamado 1 800 000 que le pertenecían al exjugador, mientras que el resto era para gastos, entre ellos los honorarios de los abogados.

### Estados Unidos (2008-2010)

#### Kansas City Wizards
Llega al club estadounidense con su carta de libertad (provenía del Racing de Avellaneda, de la Argentina) y firma contrato por 2 años. En un partido contra L. A. Gálaxy anotó un gol desde atrás de medio campo. Se deslinda del Kansas City, se da a conocer por medio de un comunicado del administrador de los Wizards: «Agradecemos a Claudio por sus dos años de servicio aquí en Kansas City. Es un profesional de primera línea y un buen ejemplo para los jóvenes jugadores en nuestro equipo, tanto dentro como fuera del campo. Mirando hacia 2010, tenemos confianza en los jugadores que tenemos en el plantel», dicen desde la franquicia estadounidense en un comunicado oficial.
"Nos hubiera gustado seguir teniendo a Claudio, pero por desgracia, pronto quedó claro que no podíamos darle lo que deseaba ", lamentó Peter Vermes, el administrador de los Wizards. En el 2010 se crea el rumor de que ha firmado con el Colorado Rapids de la misma liga estadounidense. No descarta regresar al Club América de México en una entrevista declara lo siguiente: "Es triste ver así al América, me gustaría regresar ¿Por qué no?. Donde uno dejó buenas cosas nunca hay que decir que no. Pero la situación no se ha dado." Expresó el astro argentino.  (enlace roto disponible en Internet Archive; véase el historial, la primera versión y la última)..

#### Colorado Rapids
Llega en la temporada 2010, y siendo el referente indiscutible en el vestuario y el líder del grupo, obtiene el título de campeón MLS, donde se consolidó como una de las principales figuras del certamen. Con esto completa una larga lista de títulos que incluyen trofeos en cada país en donde el delantero jugó.

## Selección nacional
En 1995, bajo la política del técnico de la selección, Daniel Passarella, de hacer uso de muchos jugadores jóvenes, convoca a López para una serie de amistosos. Su debut se da el 13 de mayo en un partido amistoso en Sudáfrica, ante los locales, el cual Argentina empató 1-1 y el juega 18 minutos en reemplazo de  Sorin. El 31 de ese mismo mes juega de titular en un partido amistoso contra Perú en Córdoba (1-0).
Para 1996, su buen nivel en Racing lo llevó a ser convocado para el Preolímpico Sub-23 de Mar del Plata, que se disputaría en febrero. Un mes antes, la selección Argentina jugaría algunos partidos amistosos de preparación, precisamente en esos partidos López marcaría su primer gol con el conjunto albiceleste, venciendo por 1-0 a Paraguay.
Una vez iniciado el Preolímpico se codearia con Hernán Crespo, Delgado, Marcelo Gallardo, Ariel Ortega entre otros, quienes fuesen sus compañeros durante la toda la era de Passarella. en dicho torneo Argentina tendría un gran andar, ganando 6 de los 7 partidos disputados. López jugaría los 7, 6 cómo titular, marcando 2 goles a Venezuela, uno a Uruguay y otro a Brasil.
Pese al gran rendimiento en general (Marcelo Delgado fue el goleador con 8 goles) luego del empate 2-2 frente a Brasil (en el que López marcaría un gol) quedarían en la punta igualados en puntos con estos últimos, que se consagrarían campeones por diferencia de gol y las dos selecciones serían las clasificadas para el certamen de fútbol masculino de los Juegos Olímpicos de Atlanta, que se disputarían a mediados de ese año.
Para  abril de 1996 se iniciarán las eliminatorias para Francia 1998, disputándose las tres primeras, para que luego haya un receso por los Juegos Olímpicos. De esas tres primeras fechas López vio acción en 2: contra Bolivia y contra Ecuador.
Entonces, entre los meses de julio y agosto y con López como uno de sus estandartes, el seleccionado albiceleste participaría en fútbol masculino.
La Argentina tendría una notable participación, llegando a la final del torneo olímpico, contra Nigeria, donde, pese a llegar como el candidato, perdería 2-3 sobre el final, colgándose así la Medalla de plata. Por su parte, López disputó todos los partidos de la selección Argentina en el torneo, 5 como titular, marcando 2 goles: uno frente a España por los cuartos de final, y otro en la final, siendo el 1-0 transitorio.
Para septiembre de ese año, y con Claudio López ya jugador del Valencia, se reanudarian los partidos por eliminatorias. En dichas eliminatorias la selección Argentina empezaría con actuaciones muy irregulares y dejando puntos peligrosamente, pero luego se reafirmaria y clasificaría como puntera,  volviéndose una de las candidatas al título.
En esas eliminatorias, López disputó 12 (8 de titular) de los 16 partidos de las eliminatorias, convirtiendo 2 goles. En líneas generales, tuvo apariciones  escasas, pero decisivas: marcó a Colombia por la fecha 9, en febrero de 1997, para una victoria 1-0 en Barranquilla que resultó vital para empezar a sumar puntos de visitante y establecerse en posiciones de clasificación, y otro a Chile en Santiago, por la fecha 16, en septiembre de ese mismo año, para poner así el 2-1 final que aseguraría a la albiceleste su puesto en la Copa Mundial de Fútbol de 1998.
En 1998, como antesala al mundial que comenzaría en junio de ese año, disputaría varios partidos amistosos de preparación, en algunos de los cuales tendría notables actuaciones: el 10 de marzo anotaría un gol a Bulgaria en Buenos Aires, poniendo así el 2-0 final, volvería a anotar el 29 de abril nada menos que contra Brasil en Río de Janeiro para conseguir una victoria por 1-0 a 7 minutos del final que hace 41 años que no se conseguía. Además de esto, tendría un muy buen desempeño en otros partidos amistosos previos, por lo que se aseguraría su lugar como titular en la Copa del Mundo.
Una vez iniciado el mundial, no tendría actuaciones destacables (únicamente había asistido a Ortega para que ponga el 2-0 en lo que sería una goleada 5-0 a Jamaica) sino hasta los cuartos de final contra Países Bajos, el 4 de julio, corrían 18 minutos del primer tiempo cuando López recibe un pase entre líneas de  Juan Sebastián Verón y define entre las piernas de Van der Sar, poniendo el 1-1 transitorio, pero muy sobre el final Berkamp pone el 2-1 final que deja eliminado al conjunto argentino.
Luego de la renuncia de Passarella, en septiembre de 1998 asumiría Marcelo Bielsa al cargo de entrenador del seleccionado albiceleste, quien vería a López como una pieza importante en vistas a las eliminatorias y la Copa del mundo de 2002 que se disputaría en Corea y Japón.
Argentina clasificaría en el primer lugar, con trece puntos de ventaja al segundo clasificado, Ecuador con solo un partido perdido y con un fútbol muy vistoso, amén a la filosofía de juego de Bielsa. En estas eliminatorias López jugaría 16 de los 18 partidos (11 como titular), marcando 5 goles: a Chile en la primera fecha, a Ecuador en la quinta, a Colombia en la decimotercera, a Perú en la decimoséptima y a Uruguay en la última, respectivamente.

### Participaciones en torneos internacionales
| Mundial                          | Sede                  | Resultado        | Partidos | Part. titular | Goles |
| -------------------------------- | --------------------- | ---------------- | -------- | ------------- | ----- |
|                                  |                       |                  |          |               |       |
| Preolímpico Sudamericano de 1996 | Mar del Plata         | Subcampeón       | 7        | 6             | 4     |
| Juegos Olímpicos de Atlanta 1996 | Atlanta               | Medalla de Plata | 6        | 5             | 2     |
| Copa Mundial de 1998             | Francia               | Cuartos de final | 5        | 5             | 1     |
| Copa Mundial de 2002             | Corea del Sur y Japón | Fase de grupos   | 3        | 2             | 0     |

### Goles
| Argentina Absoluta          |                          |                                                        |                  |                   |                 |                                  |
| #                           | Fecha                    | Lugar                                                  | Rival            | Resultado parcial | Resultado final | Competición                      |
| 1.                          | 12 de febrero de 1997    | Metropolitano Roberto Meléndez, Barranquilla, Colombia | Colombia         | 1–0               | 1–0             | Clasificación Copa Mundial 1998  |
| 2.                          | 10 de septiembre de 1997 | Estadio Nacional, Santiago, Chile                      | Chile            | 2–1               | 2–1             | Clasificación Copa Mundial 1998  |
| 3.                          | 10 de marzo de 1998      | Estadio José Amalfitani, Buenos Aires, Argentina       | Bulgaria         | 2–0               | 2–0             | Amistoso                         |
| 4.                          | 29 de abril de 1998      | Maracaná, Río de Janeiro, Brasil                       | Brasil           | 1–0               | 1–0             | Amistoso                         |
| 5.                          | 29 de abril de 1998      | Stade Vélodrome, Marsella, Francia                     | Países Bajos     | 1–1               | 1–2             | Copa Mundial de 1998             |
| 6.                          | 29 de marzo de 2000      | Monumental de Nuñez, Buenos Aires, Argentina           | Chile            | 4–1               | 4–1             | Clasificación Copa Mundial 2002  |
| 7.                          | 19 de julio de 2000      | Monumental de Nuñez, Buenos Aires, Argentina           | Ecuador          | 2–0               | 2–0             | Clasificación Copa Mundial 2002  |
| 8.                          | 3 de junio de 2001       | Monumental de Nuñez, Buenos Aires, Argentina           | Colombia         | 2–0               | 3–0             | Clasificación Copa Mundial 2002  |
| 9.                          | 8 de noviembre de 2001   | Monumental de Nuñez, Buenos Aires, Argentina           | Perú             | 2–0               | 2–0             | Clasificación Copa Mundial 2002  |
| 10.                         | 14 de noviembre de 2001  | Centenario, Montevideo, Uruguay                        | Uruguay          | 1–1               | 1–1             | Clasificación Copa Mundial 2002  |
| Argentina Sub-23 y Olímpica |                          |                                                        |                  |                   |                 |                                  |
| #                           | Fecha                    | Lugar                                                  | Rival            | Resultado parcial | Resultado final | Competición                      |
| 1.                          | 26 de enero de 1996      | Estadio Domingo B. Miguel, Maldonado, Uruguay          | Paraguay Sub-23  | 1–0               | 1–0             | Copa Mercosur 1996               |
| 2.                          | 22 de febrero de 1996    | José María Minella, Mar del Plata, Argentina           | Venezuela Sub-23 | 2–0               | 3–0             | Preolímpico Sudamericano de 1996 |
| 3.                          | 1 de marzo de 1996       | José María Minella, Mar del Plata, Argentina           | Uruguay Sub-23   | 2–0               | 2–0             | Preolímpico Sudamericano de 1996 |
| 4.                          | 3 de marzo de 1996       | José María Minella, Mar del Plata, Argentina           | Venezuela Sub-23 | 2–0               | 2–0             | Preolímpico Sudamericano de 1996 |
| 5.                          | 6 de marzo de 1996       | José María Minella, Mar del Plata, Argentina           | Brasil Sub-23    | 1–0               | 2–2             | Preolímpico Sudamericano de 1996 |
| 6.                          | 27 de julio de 1996      | Legion Field, Alabama, EEUU                            | España Sub-23    | 3–0               | 4–0             | Juegos Olímpicos de Atlanta 1996 |
| 7.                          | 3 de agosto de 1996      | Sanford Stadium, Georgia, EEUU                         | Nigeria Sub-23   | 1–0               | 2–3             | Juegos Olímpicos de Atlanta 1996 |

## Estadísticas

### En clubes
| Club | Div.                | Temporada           | Liga  | Liga  | Liga   | Copas nacionales(1) | Copas nacionales(1) | Copas nacionales(1) | Torneos internacionales(2) | Torneos internacionales(2) | Torneos internacionales(2) | Otras competiciones(3) | Otras competiciones(3) | Otras competiciones(3) | Total | Total | Total  | Media goleadora(4) |
| Club | Div.                | Temporada           | Part. | Goles | Asist. | Part.               | Goles               | Asist.              | Part.                      | Goles                      | Asist.                     | Part.                  | Goles                  | Asist.                 | Part. | Goles | Asist. | Media goleadora(4) |
| --- | ------------------- | ------------------- | ----- | ----- | ------ | ------------------- | ------------------- | ------------------- | -------------------------- | -------------------------- | -------------------------- | ---------------------- | ---------------------- | ---------------------- | ----- | ----- | ------ | ------------------ |
| Racing Club Argentina | 1.ª                 | 1992-93             | 19    | 1     | ?      | —                   | —                   | —                   | 1                          | 0                          | 0                          | —                      | —                      | —                      | 20    | 1     | ?      | 0,05               |
| 1993-94 | 1.ª                 | 36                  | 3     | ?     | 6      | 5                   | 4                   | 1                   | 0                          | 0                          | —                          | —                      | —                      | 43                     | 8     | +4    | 0,19   |                    |
| 1994-95 | 1.ª                 | 26                  | 3     | +1    | —      | —                   | —                   | 2                   | 0                          | 0                          | —                          | —                      | —                      | 28                     | 3     | +1    | 0,11   |                    |
| 1995-96 | 1.ª                 | 35                  | 18    | +7    | —      | —                   | —                   | 2                   | 2                          | 0                          | —                          | —                      | —                      | 37                     | 20    | +7    | 0,54   |                    |
| Total 1.ª etapa | Total 1.ª etapa     | 116                 | 25    | +8    | 6      | 5                   | 4                   | 6                   | 2                          | 0                          | 0                          | 0                      | 0                      | 128                    | 32    | +12   | 0.25   |                    |
| Valencia CF · España | 1.ª                 |                     |       |       |        |                     |                     |                     |                            |                            |                            |                        |                        |                        |       |       |        |                    |
| Valencia CF · España | 1.ª                 | 1996-97             | 32    | 3     | 7      | 2                   | 0                   | 0                   | 6                          | 2                          | 0                          | —                      | —                      | —                      | 40    | 5     | 7      | 0,13               |
| Valencia CF · España | 1.ª                 | 1997-98             | 32    | 12    | 8      | 5                   | 0                   | 0                   | —                          | —                          | —                          | —                      | —                      | —                      | 37    | 12    | 8      | 0,32               |
| Valencia CF · España | 1.ª                 | 1998-99             | 32    | 21    | 7      | 6                   | 8                   | 2                   | 9                          | 8                          | 4                          | —                      | —                      | —                      | 47    | 37    | 13     | 0,79               |
| Valencia CF · España | 1.ª                 | 1999-00             | 34    | 11    | 9      | 4                   | 1                   | 2                   | 18                         | 6                          | 10                         | —                      | —                      | —                      | 56    | 18    | 21     | 0,32               |
| Valencia CF · España | Total club          | Total club          | 130   | 47    | 31     | 17                  | 9                   | 4                   | 33                         | 16                         | 14                         | 0                      | 0                      | 0                      | 180   | 72    | 49     | 0,40               |
| SS Lazio · Italia | 1.ª                 |                     |       |       |        |                     |                     |                     |                            |                            |                            |                        |                        |                        |       |       |        |                    |
| SS Lazio · Italia | 1.ª                 | 2000-01             | 16    | 0     | 3      | 1                   | 2                   | 0                   | 6                          | 5                          | 1                          | —                      | —                      | —                      | 23    | 7     | 4      | 0,30               |
| SS Lazio · Italia | 1.ª                 | 2001-02             | 29    | 10    | 6      | 1                   | 0                   | 0                   | 8                          | 2                          | 1                          | —                      | —                      | —                      | 38    | 12    | 7      | 0,32               |
| SS Lazio · Italia | 1.ª                 | 2002-03             | 34    | 15    | 14     | 4                   | 0                   | 0                   | 9                          | 2                          | 2                          | —                      | —                      | —                      | 47    | 17    | 16     | 0,36               |
| SS Lazio · Italia | 1.ª                 | 2003-04             | 27    | 4     | 4      | 5                   | 0                   | 1                   | 4                          | 0                          | 1                          | —                      | —                      | —                      | 36    | 4     | 6      | 0,11               |
| SS Lazio · Italia | Total club          | Total club          | 106   | 29    | 27     | 11                  | 2                   | 1                   | 27                         | 9                          | 5                          | 0                      | 0                      | 0                      | 144   | 40    | 33     | 0,28               |
| Club América · México | 1.ª                 |                     |       |       |        |                     |                     |                     |                            |                            |                            |                        |                        |                        |       |       |        |                    |
| Club América · México | 1.ª                 | 2004-05             | 33    | 13    | 5      | 3                   | 1                   | 0                   | —                          | —                          | —                          | 6                      | 5                      | 4                      | 42    | 19    | 9      | 0,45               |
| Club América · México | 1.ª                 | 2005-06             | 30    | 5     | 4      | 2                   | 0                   | 0                   | 8                          | 1                          | 0                          | 2                      | 0                      | 1                      | 42    | 6     | 5      | 0,14               |
| Club América · México | 1.ª                 | 2006                | 12    | 3     | 3      | —                   | —                   | —                   | 3                          | 0                          | 0                          | 4                      | 1                      | 1                      | 19    | 4     | 4      | 0,21               |
| Club América · México | Total club          | Total club          | 75    | 21    | 12     | 5                   | 1                   | 0                   | 11                         | 1                          | 0                          | 12                     | 6                      | 6                      | 103   | 29    | 18     | 0,28               |
| Racing Club Argentina | 1.ª                 | 2007                | 18    | 5     | 2      | —                   | —                   | —                   | —                          | —                          | —                          | —                      | —                      | —                      | 18    | 5     | 2      | 0,28               |
| 2007 | 1.ª                 | 16                  | 5     | 1     | —      | —                   | —                   | —                   | —                          | —                          | —                          | —                      | —                      | 16                     | 5     | 1     | 0,31   |                    |
| Total 2.ª etapa | Total 2.ª etapa     | 34                  | 10    | 3     | 0      | 0                   | 0                   | 0                   | 0                          | 0                          | 0                          | 0                      | 0                      | 34                     | 10    | 3     | 0.29   |                    |
| Total club | Total club          | 150                 | 35    | +11   | 6      | 5                   | 4                   | 6                   | 2                          | 0                          | 0                          | 0                      | 0                      | 162                    | 42    | +15   | 0,26   |                    |
| Kansas City Wizards Estados Unidos | 1.ª                 |                     |       |       |        |                     |                     |                     |                            |                            |                            |                        |                        |                        |       |       |        |                    |
| Kansas City Wizards Estados Unidos | 1.ª                 | 2008                | 28    | 6     | 6      | 1                   | 1                   | 0                   | —                          | —                          | —                          | 2                      | 0                      | 1                      | 31    | 7     | 7      | 0,23               |
| Kansas City Wizards Estados Unidos | 1.ª                 | 2009                | 29    | 7     | 6      | 2                   | 0                   | 0                   | 3                          | 1                          | 0                          | —                      | —                      | —                      | 34    | 8     | 6      | 0,24               |
| Kansas City Wizards Estados Unidos | Total club          | Total club          | 57    | 13    | 12     | 3                   | 1                   | 0                   | 3                          | 1                          | 0                          | 2                      | 0                      | 1                      | 65    | 15    | 13     | 0,23               |
| Colorado Rapids Estados Unidos | 1.ª                 | 2010                | 11    | 0     | 0      | —                   | —                   | —                   | —                          | —                          | —                          | 1                      | 0                      | 0                      | 12    | 0     | 0      | 0,00               |
| Total en su carrera | Total en su carrera | Total en su carrera | 529   | 145   | +93    | 42                  | 18                  | 9                   | 80                         | 29                         | 19                         | 15                     | 6                      | 7                      | 666   | 198   | +128   | 0,30               |
| (1) Las copas nacionales se refiere a la Copa Centenario de la AFA (1993-94); Copa del Rey / Supercopa de España (1996-00); Copa Italia / Supercopa de Italia (2000-04); Interliga de México (2004-05); Campeón de Campeones (2005-06); Copa MLS (2008-10) y Lamar Hunt U.S. Open Cup (2008-09). (2) Las copas internacionales se refiere a la Supercopa Sudamericana (1992-95); Copa de la UEFA (1996-03); Copa Intertoto de la UEFA (1998); Liga de Campeones de la UEFA (1999-04); Copa de Campeones de la Concacaf (2006); Copa Mundial de Clubes de la FIFA (2006) y SuperLiga Norteamericana (2009). (3) Incluye datos de la Fase regular de Liguilla Mexicana (2005-06) y Play-offs de la Major League Soccer (2008-10). (4) Media de goles por encuentro. No incluye goles en partidos amistosos. |                     |                     |       |       |        |                     |                     |                     |                            |                            |                            |                        |                        |                        |       |       |        |                    |

### Selección
| Selección                  | Temporada     | Amistosos | Amistosos | Amistosos | Sudamérica | Sudamérica | Sudamérica | Mundial | Mundial | Mundial | Total | Total | Total  | Media goleadora |
| Selección                  | Temporada     | Part.     | Goles     | Asist.    | Part.      | Goles      | Asist.     | Part.   | Goles   | Asist.  | Part. | Goles | Asist. | Media goleadora |
| -------------------------- | ------------- | --------- | --------- | --------- | ---------- | ---------- | ---------- | ------- | ------- | ------- | ----- | ----- | ------ | --------------- |
| Sub-23 /Olímpica Argentina | 1996          | 4         | 1         | 1         | 7          | 4          | 2          | 6       | 2       | 2       | 17    | 7     | 5      | 0,41            |
| Adulta Argentina           | 1995          | 2         | 0         | 0         | —          | —          | —          | —       | —       | —       | 2     | 0     | 0      | 0,00            |
| Adulta Argentina           | 1996          | 1         | 0         | 0         | 4          | 0          | 1          | —       | —       | —       | 5     | 0     | 1      | 0,00            |
| Adulta Argentina           | 1997          | —         | —         | —         | 8          | 2          | 1          | —       | —       | —       | 8     | 2     | 1      | 0,25            |
| Adulta Argentina           | 1998          | 7         | 2         | 6         | —          | —          | —          | 5       | 1       | 1       | 12    | 3     | 7      | 0,25            |
| Adulta Argentina           | 1999          | 4         | 0         | 0         | —          | —          | —          | —       | —       | —       | 4     | 0     | 0      | 0,00            |
| Adulta Argentina           | 2000          | —         | —         | —         | 8          | 2          | 3          | —       | —       | —       | 8     | 2     | 3      | 0,25            |
| Adulta Argentina           | 2001          | —         | —         | —         | 8          | 3          | 1          | —       | —       | —       | 8     | 3     | 1      | 0,38            |
| Adulta Argentina           | 2002          | 3         | 0         | 0         | —          | —          | —          | 3       | 0       | 0       | 6     | 0     | 0      | 0,00            |
| Adulta Argentina           | 2003          | 2         | 0         | 0         | —          | —          | —          | —       | —       | —       | 2     | 0     | 0      | 0,00            |
| Adulta Argentina           | Total         | 19        | 2         | 6         | 28         | 7          | 6          | 8       | 1       | 1       | 55    | 10    | 13     | 0,18            |
| Total carrera              | Total carrera | 23        | 3         | 7         | 35         | 11         | 8          | 14      | 3       | 3       | 72    | 17    | 18     | 0,24            |

### Resumen estadístico
| Competición           | Partidos | Goles | Promedio |
| --------------------- | -------- | ----- | -------- |
| Primera División      | 544      | 151   | 0,28     |
| Copas nacionales      | 42       | 18    | 0,43     |
| Copas internacionales | 80       | 29    | 0,36     |
| Selección sub-23      | 17       | 7     | 0,41     |
| Selección adulta      | 55       | 10    | 0,18     |
| Total                 | 738      | 215   | 0,29     |

### Hat-tricks
| 1 | 11 de julio de 1993    | Arq. Ricardo Etcheverri, Buenos Aires | Racing Club - Vélez Sarsfield  |  | 3 - 2 | Copa Centenario de la AFA 1993-94    |
| 2 | 1 de mayo de 1999      | Estadio de Mestalla, Valencia         | Valencia CF - Deportivo Alavés |  | 3 - 1 | Primera División 1998-99             |
| 3 | 25 de octubre de 2000  | Olímpico, Roma                        | SS Lazio - FK Shajtar Donetsk  |  | 5 - 1 | Liga de Campeones de la UEFA 2000-01 |
| 4 | 7 de diciembre de 2002 | Olímpico, Roma                        | SS Lazio - Inter de Milán      |  | 3 - 3 | Serie A 2002-03                      |

## Palmarés

### Campeonatos nacionales
| Título                     | Club            | Sede         | Año     |
| -------------------------- | --------------- | ------------ | ------- |
| Copa del Rey               | Valencia CF     | Sevilla      | 1998/99 |
| Supercopa de España        | Valencia CF     | Valencia     | 1999    |
| Supercopa de Italia        | SS Lazio        | Roma         | 2000    |
| Copa Italia                | SS Lazio        | Turín        | 2003/04 |
| Primera División de México | Club América    | México D. F. | C-2005  |
| Campeón de Campeones       | Club América    | México D. F. | 2005    |
| Copa MLS                   | Colorado Rapids | Toronto      | 2010    |

### Campeonatos internacionales
| Título                           | Equipo             | Sede         | Año  |
| -------------------------------- | ------------------ | ------------ | ---- |
| Juegos Olímpicos                 | Argentina Olímpica | Atlanta      | 1996 |
| Copa Intertoto de la UEFA        | Valencia CF        | Valencia     | 1998 |
| Copa de Campeones de la Concacaf | Club América       | México D. F. | 2006 |

### Distinciones individuales
| Premio                                                                           | Año  |
| -------------------------------------------------------------------------------- | ---- |
| Máximo goleador de la Copa Intertoto UEFA (5 goles, empatado con Eduard Glieder) | 1998 |
| Máximo goleador de la Copa del Rey (8 goles)                                     | 1999 |
| Nominado al Balón de Oro                                                         | 1999 |
| Máximo goleador de la Supercopa de Italia (2 goles)                              | 2000 |
| Nominado al Balón de Oro                                                         | 2000 |
| Jugador de la semana de la MLS (Semana 30)                                       | 2008 |
| Gol de la semana de la MLS (Semana 10)                                           | 2009 |
| Gol de la semana de la MLS (Semana 19)                                           | 2009 |

## Filmografía
- Reportaje Movistar+ (03/12/2012), «Fiebre Maldini: 'Claudio López'» en Plus.es